# Virginia (Minnesota)
Virginia is een plaats (city) in de Amerikaanse staat Minnesota, en valt bestuurlijk gezien onder St. Louis County.

## Demografie
Bij de volkstelling in 2000 werd het aantal inwoners vastgesteld op 9157.
In 2006 is het aantal inwoners door het United States Census Bureau geschat op 8550, een daling van 607 (-6.6%).

## Geografie
Volgens het United States Census Bureau beslaat de plaats een oppervlakte van
49,7 km², waarvan 48,8 km² land en 0,9 km² water. Virginia ligt op ongeveer 438 m boven zeeniveau.

## Plaatsen in de nabije omgeving
De onderstaande figuur toont nabijgelegen plaatsen in een straal van 12 km rond Virginia.

## Geboren
- Chris Pratt (1979), acteur